# André Laks
Pour l’article homonyme, voir Laks.
André Laks (né le 28 mai 1950) est un philologue classique et historien de la philosophie français.

## Biographie
Après avoir fréquenté le lycée Carnot à Paris, André Laks obtient une maîtrise en philosophie en 1971 sous la direction de Pierre Aubenque. En 1977, il obtient son doctorat sous la direction de Jean Bollack à Lille, avec une édition critique, une traduction et un commentaire des fragments et des témoignages de Diogène d’Apollonie. En 1988, il obtient un doctorat d'État sous la direction de Jean Bollack et de Jacques Bompaire à la Sorbonne grâce à une thèse sur la pensée politique de Platon (Loi et persuasion. Sur la structure de la pensée politique platonicienne).
En 1988, André Laks est nommé professeur de philologie grecque à l'Université de Lille. Trois ans plus tard, en 1991, il devient professeur ordinaire de philosophie ancienne à l'Université de Princeton. En 1994, il est de retour à l'Université de Lille avec le même titre. En 2007, André Laks est nommé professeur de philosophie ancienne à la Sorbonne.
André Laks est le fils du compositeur et survivant d'Auschwitz Simon Laks. 

## Publications (sélection)
- Jean Bollack et André Laks, Épicure à Pythoclès : sur la cosmologie et les phénomènes météorologiques, Paris, Éditions de la Maison des sciences de l'homme, 1978, 371 p. (ISBN 978-2-85939-103-4, lire en ligne).
- André Laks, Diogène d'Apollonie : la dernière cosmologie présocratique, Paris, Éditions de la Maison des sciences de l'homme, 1983 (ISBN 2-85939-222-X).
- André Laks, Le vide et la haine : éléments pour une histoire archaïque de la négativité, Paris, Presses universitaires de France, 2004, 49 p. (ISBN 2-13-054271-9).
- André Laks, Médiation et coercition : pour une lecture des "Lois" de Platon, Villeneuve-d'Ascq, Presses universitaires du Septentrion, coll. « Cahiers de philologie », 2005, 193 p. (ISBN 2-85939-939-9, lire en ligne).
- André Laks, Introduction à la "philosophie présocratique", Paris, Presses universitaires de France, coll. « Libelles », 2006, 172 p. (ISBN 2-13-055663-9).
- André Laks, Histoire, doxographie, vérité : études sur Aristote, Théophraste et la philosophie présocratique, Louvain-la-Neuve, Peeters, 2007, 294 p. (ISBN 978-90-429-1905-1, lire en ligne).